# Отрадный (Любимский район)
Отрадный — посёлок в Любимском районе Ярославской области. Входит в состав городского поселения Любим.

## История
В 1965 году указом президиума ВС РСФСР посёлок усадьбы РТС переименован в Отрадный.

## Население
| 2007 | 2010  |
| ---- | ----- |
| 1049 | ↗1088 |